# Medoria glabra
Medoria glabra är en tvåvingeart som beskrevs av Johann Wilhelm Meigen 1838. Medoria glabra ingår i släktet Medoria och familjen parasitflugor. Inga underarter finns listade i Catalogue of Life.